# Ermin Garcia
Ermin Garcia (San Fabian, 1921 - Dagupan, 20 mei 1966) was een Filipijns journalist en krantenuitgever.

## Biografie
Ermin Garcia werd geboren in 1921 in San Fabian in de Filipijnse provincie Pangasinan. Hij voltooide een bachelor-opleiding literatuur aan de Ateneo de Manila University. Tijdens de herovering van de Filipijnen door de Amerikanen, publiceerde Garcia op kleine schaal de krant, Pioneer Herald. De Amerikanen waren dusdanig onder de indruk van de krant dat ze 100.000 kopieën lieten maken. De krant werd boven de nog bezette gebieden gedropt per vliegtuig.
Na de oorlog streed hij als krantenuitgever en journalist tegen corruptie binnen en buiten de Filipijnse overheid. Hij verwierf er bekendheid mee en kreeg ook de mogelijkheid om met een Rotary-beurs een opleiding journalistiek te volgen aan de Columbia University School. Na zijn terugkeer in de Filipijnen begon hij het blad Counterpoint. Later kwam hij samen met Salvador Zaide met Freedom Magazine. Vanaf 15 juli 1956 publiceerde hij het weekblad Sunday Punch. In deze bladen zette hij zijn strijd tegen corruptie en andere dubieuzen praktijken in de samenleving voort.
Op 20 mei 1966 werd Garcia in zijn kantoor doodgeschoten door twee huurmoordenaars. Hij overleed ter plekke aan de gevolgen hiervan. In de eerstvolgende editie van de Sunday Punch zou Garcia illegale praktijken onthullen van enkele lokale politici. De moord was hoogstwaarschijnlijk hieraan gerelateerd. Garcia was getrouwd met Paulita Fernandez en kreeg met haar vijf kinderen.